# 1943 dans les parcs de loisirs
| Années des parcs de loisirs : 1940 - 1941 - 1942 - 1943 - 1944 - 1945 - 1946    |
| Décennies des parcs de loisirs : 1910 - 1920 - 1930 - 1940 - 1950 - 1960 - 1970 |

## Parcs d'attractions

### Ouverture
- Beverly Park ( États-Unis)

### Fermeture
En raison de la Seconde Guerre mondiale, certains parcs sont contraints de fermer leur portes. Ce fut par exemple le cas de Idlewild qui rouvrit en 1946.